# باتريك براون
باتريك براون (بالإنجليزية: Patrick Browne)‏ (و. 1720 – 1790 م) هو عالم نبات، وعالم طبيعي من مملكة أيرلندا . ولد في مقاطعة مايو .